# أندي فريند
أندي فريند (بالإنجليزية: Andy Friend)‏ هو لاعب اتحاد الرغبي أسترالي، ولد في 24 أبريل 1969 في كانبرا في أستراليا.